# 李尚賓
李尚賓（1536年—？年），字允興，直隸順德府廣宗縣民籍，山西夏縣人。明朝政治人物。

## 生平
正月二十六日生，治《易經》，嘉靖三十四年（1555年）由國子生中式乙卯科順天府鄉試第五十七名舉人，隆慶二年（1568年）戊辰科會試第二百四十二名，第三甲第一百九十九名進士。初授高密知县，受民爱戴，为立祠祭祀。升户部主事，丁父憂歸。

## 家族
曾祖李達；祖李文學；父李朝陽，驛丞；母董氏。具慶下。行二，兄尚謙，弟尚賢。